# Boncourt-le-Bois
Boncourt-le-Bois ist eine französische Gemeinde mit 272 Einwohnern (Stand: 1. Januar 2022) im Département Côte-d’Or in der Region Bourgogne-Franche-Comté. Sie gehört zum Arrondissement Beaune und zum Kanton Nuits-Saint-Georges.
Nachbargemeinden sind Vosne-Romanée im Nordwesten, Flagey-Echézeaux im Norden, Villebichot im Osten, Saint-Nicolas-lès-Cîteaux und Gerland im Südosten, Agencourt im Südwesten und Nuits-Saint-Georges im Westen.

## Bevölkerungsentwicklung
| Jahr                       | 1962 | 1968 | 1975 | 1982 | 1990 | 1999 | 2008 | 2015 |
| -------------------------- | ---- | ---- | ---- | ---- | ---- | ---- | ---- | ---- |
| Einwohner                  | 92   | 123  | 149  | 154  | 205  | 213  | 270  | 291  |
| Quellen: Cassini und INSEE |      |      |      |      |      |      |      |      |

## Weinbau

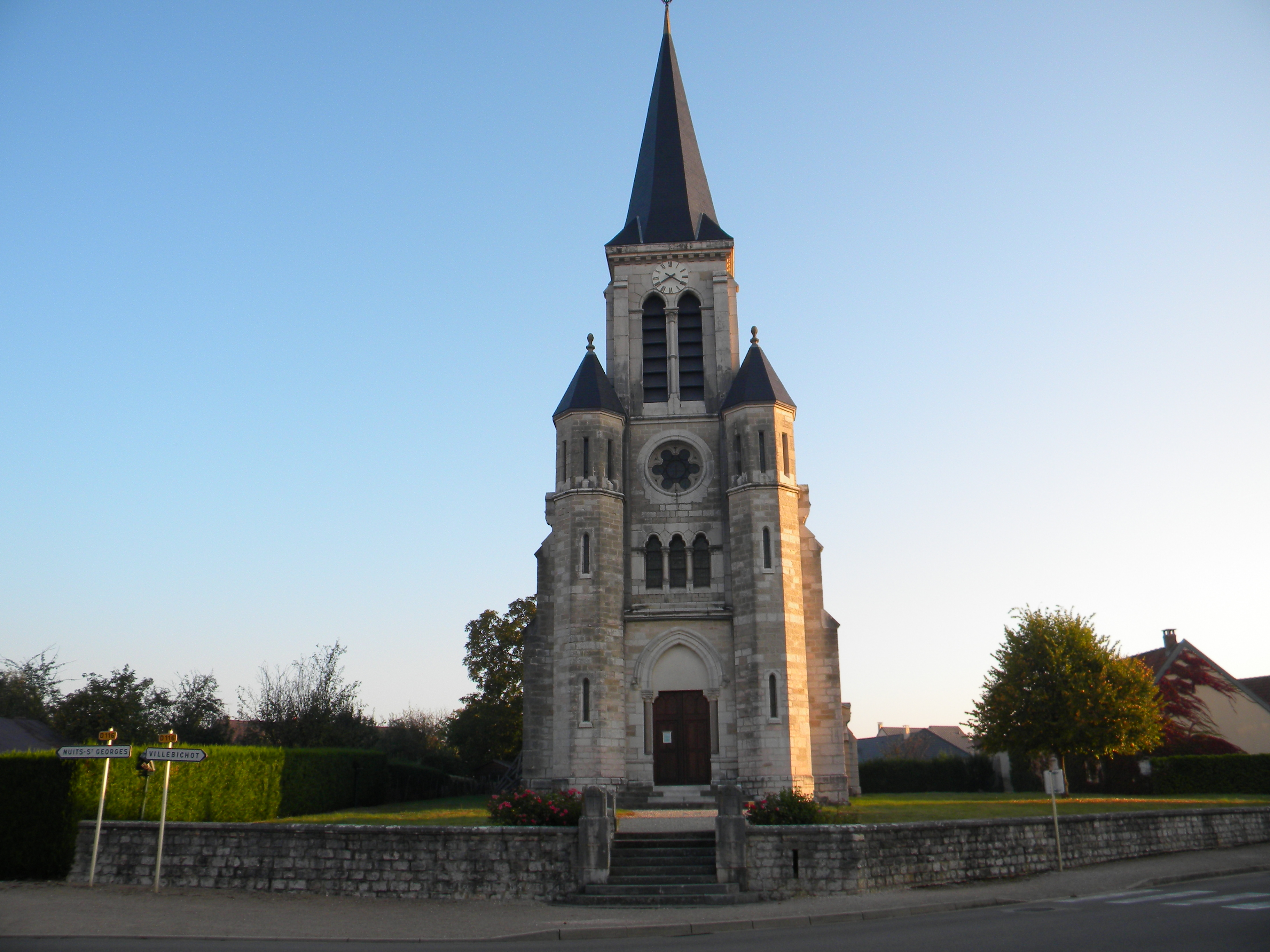
Himmelfahrts-Kirche in Boncourt-le-Bois

Die Weinreben in Boncourt-le-Bois sind Teil des Weinbaugebietes Bourgogne.